# Acer crataegifolium
Acer crataegifolium é uma espécie de árvore do gênero Acer, pertencente à família Aceraceae.

## Cultivares
- Acer crataegifolium 'Meuri-keade-no-fuiri'
- Acer crataegifolium 'Meuri-no-ofu'
- Acer crataegifolium 'Veitchii'